# Dolichoderus sibiricus
Dolichoderus sibiricus är en myrart som beskrevs av Carlo Emery 1889. Dolichoderus sibiricus ingår i släktet Dolichoderus och familjen myror. Inga underarter finns listade i Catalogue of Life.

## Bildgalleri

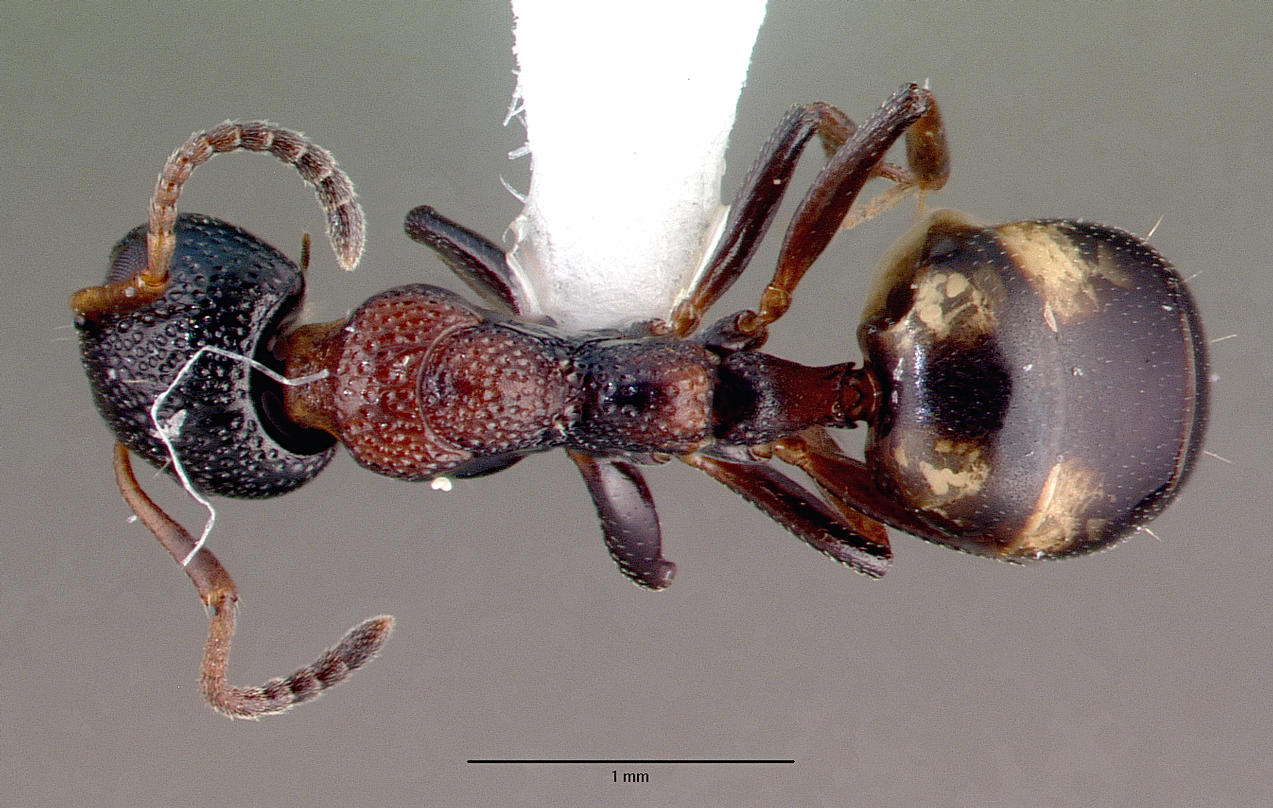
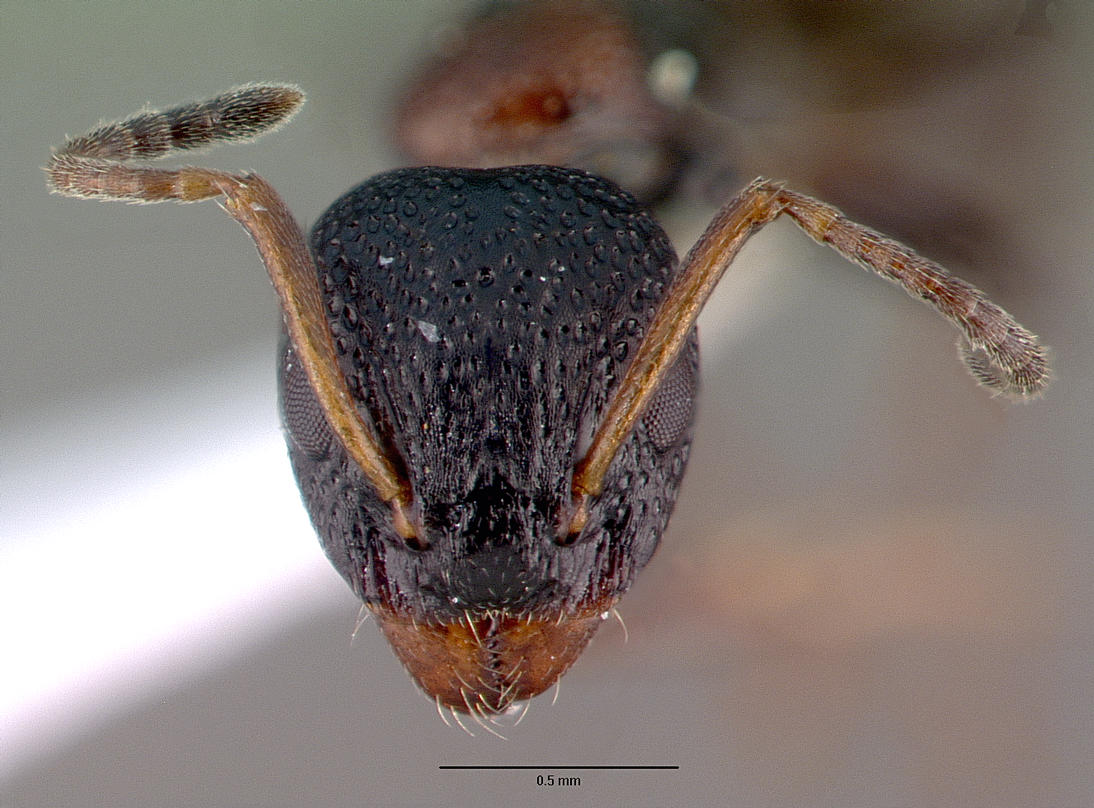
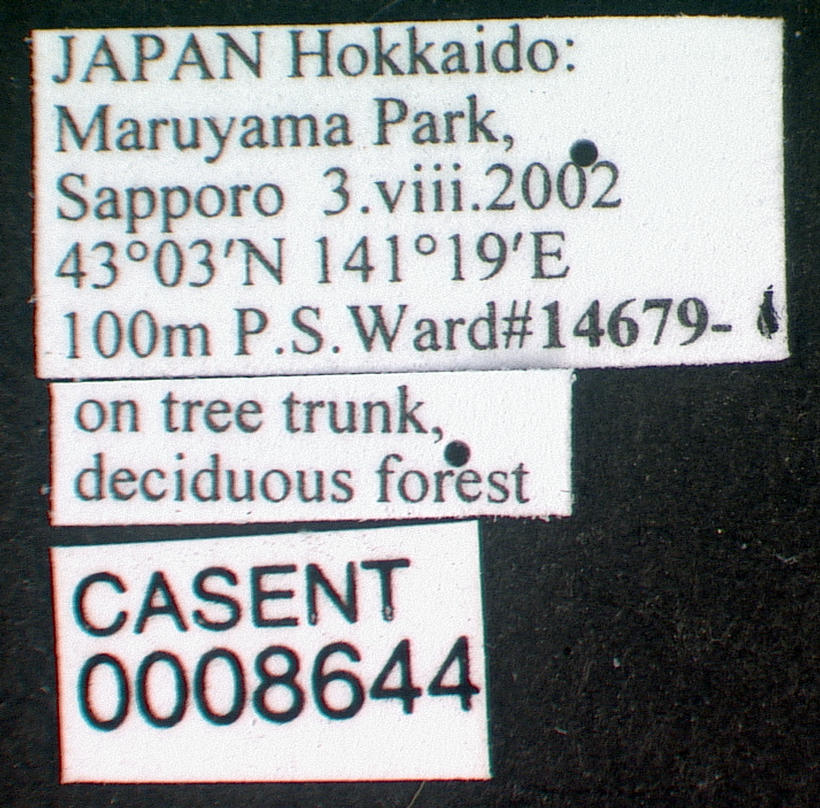
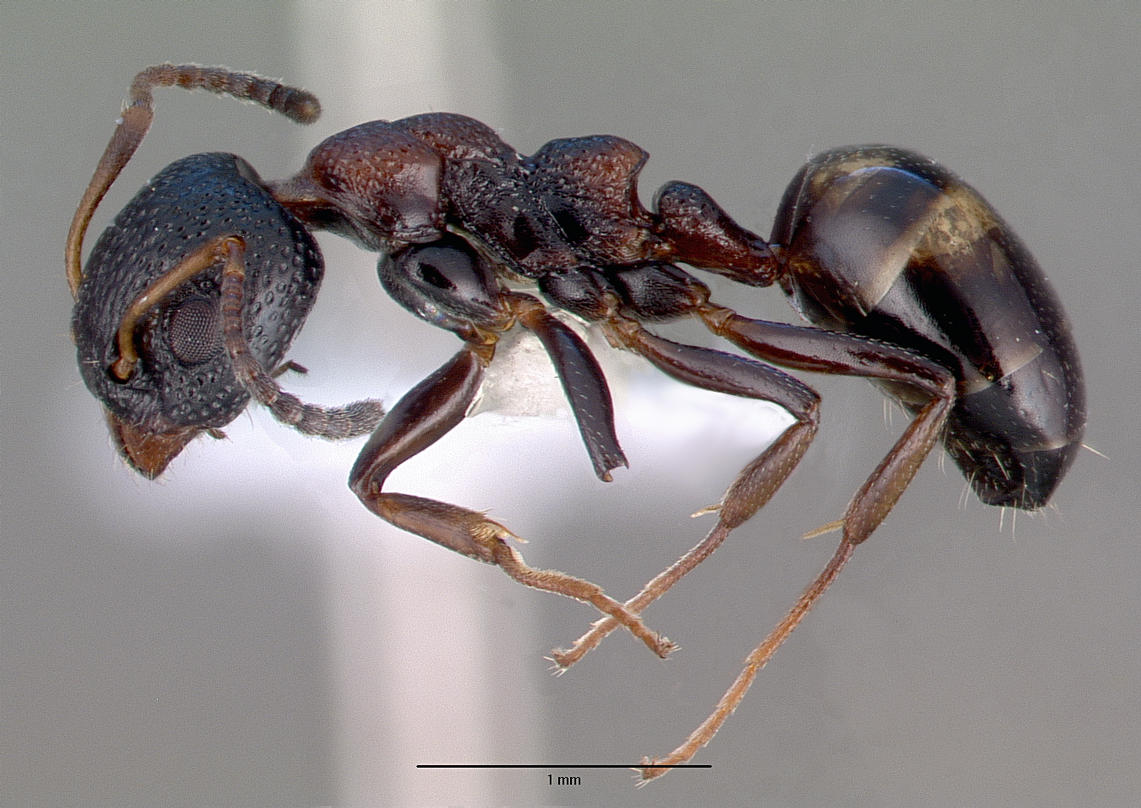